# RR Caeli
RR Caeli è una stella binaria della costellazione del Bulino (in latino caelum), distante circa 66 ± 2 anni luce dalla Terra.
Inizialmente notata dall'astronomo Willem Jacob Luyten nel 1955 per la proprietà di possedere un elevato moto proprio, e per questo da lui inserita nel catalogo LFT indicandola LFT 349. Ad un più accurato esame nel 1979 si rivelò essere una binaria a eclisse in quanto la sua magnitudine scendeva dal valore di 14,36 ogni 7 h e 12 min per un intervallo di circa 10 min, fenomeno riconducibile all'occultamento da parte di un oggetto stellare dall'inferiore luminosità apparente; a causa di quest'ultima caratteristica dal 1984 venne indicata RR Caeli.

## Caratteristiche fisiche
RR Caeli è una stella binaria, composta da una nana rossa di tipo spettrale M6V e da una nana bianca che le orbita attorno compiendo una rivoluzione ogni circa 7 ore, la prima con una massa del 18% di quella solare e la seconda del 44%. La nana rossa è in rotazione sincrona con la nana bianca, alla quale presenta sempre lo stesso lato.
Il sistema è anche destinato a diventare una variabile cataclismica dato il progressivo trasferimento di materia dalla componente rossa verso la superficie della nana bianca, fenomeno che si presume si concluderà tra i 9 e i 20 miliardi di anni. La progressiva contrazione del periodo orbitale porterà ad un aumento del tasso di trasferimento dell'idrogeno verso la superficie della nana bianca.

## Sistema planetario
Nel 2012, grazie a un ulteriore studio della sua curva di luce, il sistema ha rivelato la presenza di almeno uno o più esopianeti; il primo e più massiccio appare essere un supergigante gassoso, con una massa 3-4 volte quella di Giove e con un periodo orbitale di 15 anni attorno alla coppia di stelle. Nel 2021 è stato confermato un secondo pianeta, anch'esso circumbinario; di dimensioni simili al primo scoperto, orbita attorno alla coppia di stelle in circa 40 anni.

## Prospetto planetario
| Pianeta | Tipo            | Massa      | Periodo orb. | Sem. maggiore | Eccentricità | Incl. orbita | Scoperta |
| ------- | --------------- | ---------- | ------------ | ------------- | ------------ | ------------ | -------- |
| b       | Gigante gassoso | 3,0±0,3 MJ | 15,06 anni   | 5,2 UA        | 0            | >17.6°       | 2012     |
| c       | Gigante gassoso | 2,7±0,7 MJ | 39±5 anni    | 9,7 ± 0,9 UA  | 0            | >17.6°       | 2021     |